# Margate (Południowa Afryka)
Margate – miasto zamieszkane przez 26 786 ludzi w Republice Południowej Afryki, w prowincji KwaZulu-Natal.
Margate jest nadmorskim (nadoceanicznym) ośrodkiem wypoczynkowym, położonym 20 km na południowy zachód od Port Shepstone. Przez miasto przechodzi uchodząca do oceanu rzeka Nkhongweni. Miasto założył w roku 1908 Henry Richardson, nazywając je nazwą miasta Margate w Anglii.
W mieście znajduje się port lotniczy Margate.